# Věchnov
Věchnov település Csehországban, a Žďár nad Sázavou-i járásban. Věchnov Rožná, Ujčov, Štěpánov nad Svratkou, Bystřice nad Pernštejnem, Býšovec és Věžná településekkel határos. Lakosainak száma 332 fő (2024. január 1.).

## Népesség
A település lakosságának változását az alábbi diagram mutatja:
| Lakosok száma | 499  | 451  | 411  | 339  | 314  | 321  | 328  | 341  | 311  | 332  |
|               | 1869 | 1900 | 1921 | 1961 | 1980 | 2011 | 2016 | 2019 | 2021 | 2024 |